# フライオン・タスク
フライオン・タスク (FON) は、熱気球競技における種目の一つである。

## 概要
パイロット自身が離陸後に一つ以上のターゲットを設定する。ターゲット付近に達した競技者は、マーカーと呼ばれる目印を落とし、どのくらいターゲットの近くに寄る事ができたかを競う。パイロット・デクレアド・ゴール (PDG) との違いは、離陸後にターゲットを決定しなければならない点にある。FONのターゲットは、それ以前に行われたタスクのマーカーに、UTMコーディネイトを記載して宣言しなければならない。そのため、FONは単独で行われることはない。必ず、フライイン・タスク (FIN) や、ジャッジ・デクレアド・ゴール (JDG)、パイロット・デクレアド・ゴール(PDG)などと複合して行われる。

### 他の競技種目
- ジャッジ・デクレアド・ゴール(JDG)
- フライイン・タスク(FIN)
- パイロット・デクレアド・ゴール(PDG)
- ヘジテーション・ワルツ(HWZ)
- ヘア・アンド・ハウンド(HNH)
- ミニマム・ディスタンス(MND)
- マキシマム・ディスタンス(MXD)
- ミニマム・ディスタンス・ダブル・ドロップ(MNDD)
- マキシマム・ディスタンス・ダブル・ドロップ(MXDD)
- エルボー・タスク(ELB)
- カリキュレイテッド・レイティング・アクセス・タスク(CRAT)